# Arméniens à Istanbul

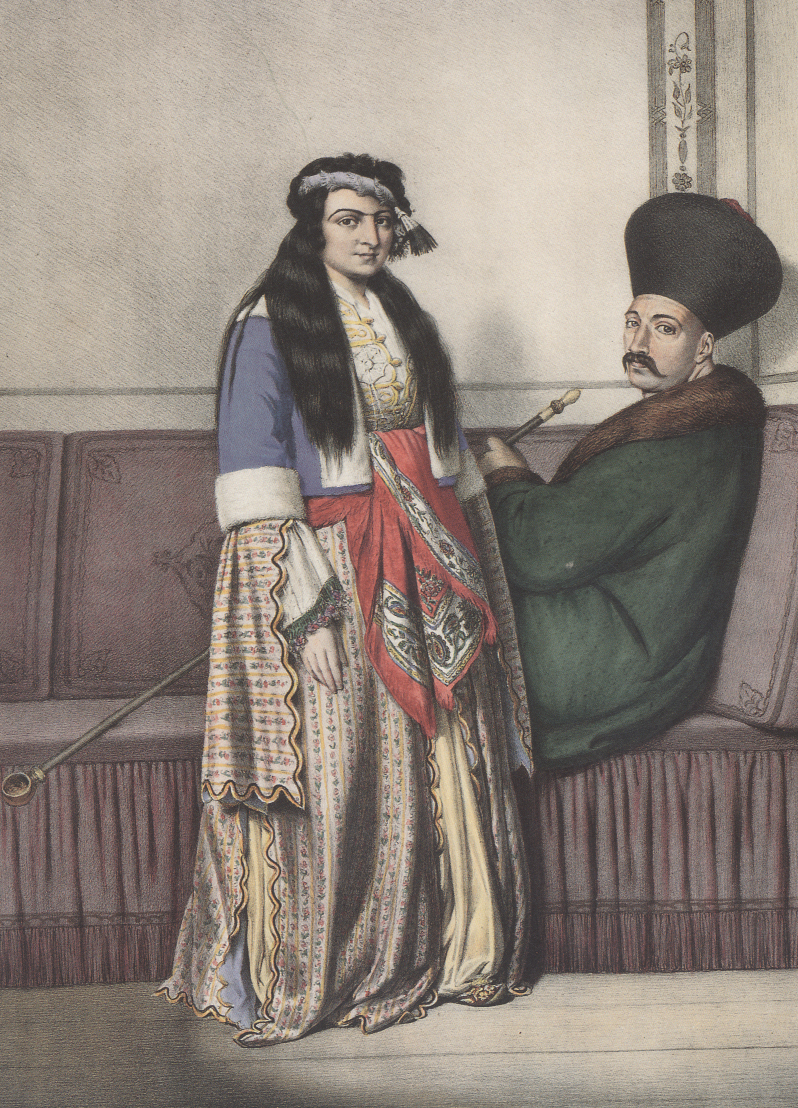
Un couple arménien à Constantinople au début du, par Louis Dupré

Les Arméniens à Istanbul (arménien : Պոլսահայեր Bolsahayer; turc : İstanbul Ermenileri) sont historiquement l'une des plus grandes minorités ethniques d'Istanbul, en Turquie. 
La ville est souvent désignée comme Bolis (Պոլիս) par les Arméniens, nom qui vient de la fin du nom historique de la ville, Constantinople (grec moderne : Κωνσταντινούπολις Kōnstantinoúpolis, la ville de Constantin).
Aujourd'hui, selon les estimations, les habitants issus de l'ethnie arménienne à Istanbul seraient entre 50 000 et 70 000,,.

## Communauté
En 2016, la communauté arménienne d'Istanbul a dix-sept écoles, dix-sept organisations sociales et culturelles, trois journaux appelés Agos, Jamanak et Marmara, deux clubs de sports, nommés Şişlispor et Taksimspor, et deux établissements de santé ainsi que de nombreuses fondations religieuses mises en place pour soutenir ces activités.
| Année           | Total             | Arméniens          | %          |
| --------------- | ----------------- | ------------------ | ---------- |
| 1478            | 100 000 à 120 000 | 5 000 à 6 000      | 5          |
| 1844,           | 891 000           | De 222 000         | 24.9       |
| Des années 1880 | De 250 000        |                    |            |
| 1885            | 873 565           | 156 861            | 17.9       |
| 1913            | 1 125 000         | 163 670            | 14.5       |
| 2011            | 13 483 052        | De 50 000 à 70 000 | De 0,3-0,5 |

## Notables arméniens d'Istanbul
Voici une liste d'éminents Arméniens qui sont soit nés à Istanbul soit y ont travaillé :
Époque ottomane (avant 1923)
- Aram Andonian, journaliste
- Arpiar Arpiarian, écrivain
- La famille Balyan, dynastie d'architectes
- Hagop Baronian, écrivain, satiriste
- Nazaret Daghavarian, médecin
- Erukhan, écrivain
- Hagop Kazazian Pacha, ministre des Finances
- Komitas Vardapet, musicien
- Mkrtich Khrimian, chef religieux, écrivain
- Yervant Odian, écrivain, satiriste
- Ruben Sevak, écrivain
- Mimar Sinan, architecte
- Levon Shant, dramaturge, écrivain
- Siamanto, écrivain
- Papken Siuni, militant politique
- Bedros Tourian, poète
- Daniel Varujan, poète
- Rupen Zartarian, écrivain, éducateur
- Krikor Zohrab, homme politique, auteur

Ère républicaine (1923)
- Arman Manukyan, professeur, écrivain, économiste
- Hrant Dink, journaliste, éditeur, chroniqueur
- Agop Dilâçar, spécialiste de la langue turque

- Udi Hrant Kenkulian, musicien classique turc
- Ara Güler, photographe